# レイナード・97I
レイナード・97I (Reynard 97I) は、レイナードが設計・製造したオープンホイールレーシングカーである。1997年のCARTシーズンで使用され、アレッサンドロ・ザナルディのドライビングによって、ドライバーズタイトルおよびコンストラクターズタイトルを獲得した。